# Pterolophia subchapaensis
Pterolophia subchapaensis là một loài bọ cánh cứng trong họ Cerambycidae.